# Alfa Romeo 33 Stradale (2023)
Alfa Romeo 33 Stradale — спортивний автомобіль, виготовлений італійським автовиробником Alfa Romeo. 
Представлений 30 серпня 2023 року, автомобіль був доступний з двома варіантами силової установки: 3,0-літровим двигуном 690T V6 з подвійним турбонаддувом (який є розвитком двигуна від Giulia Quadrifoglio) або повністю електричною силовою установкою.

## Історія

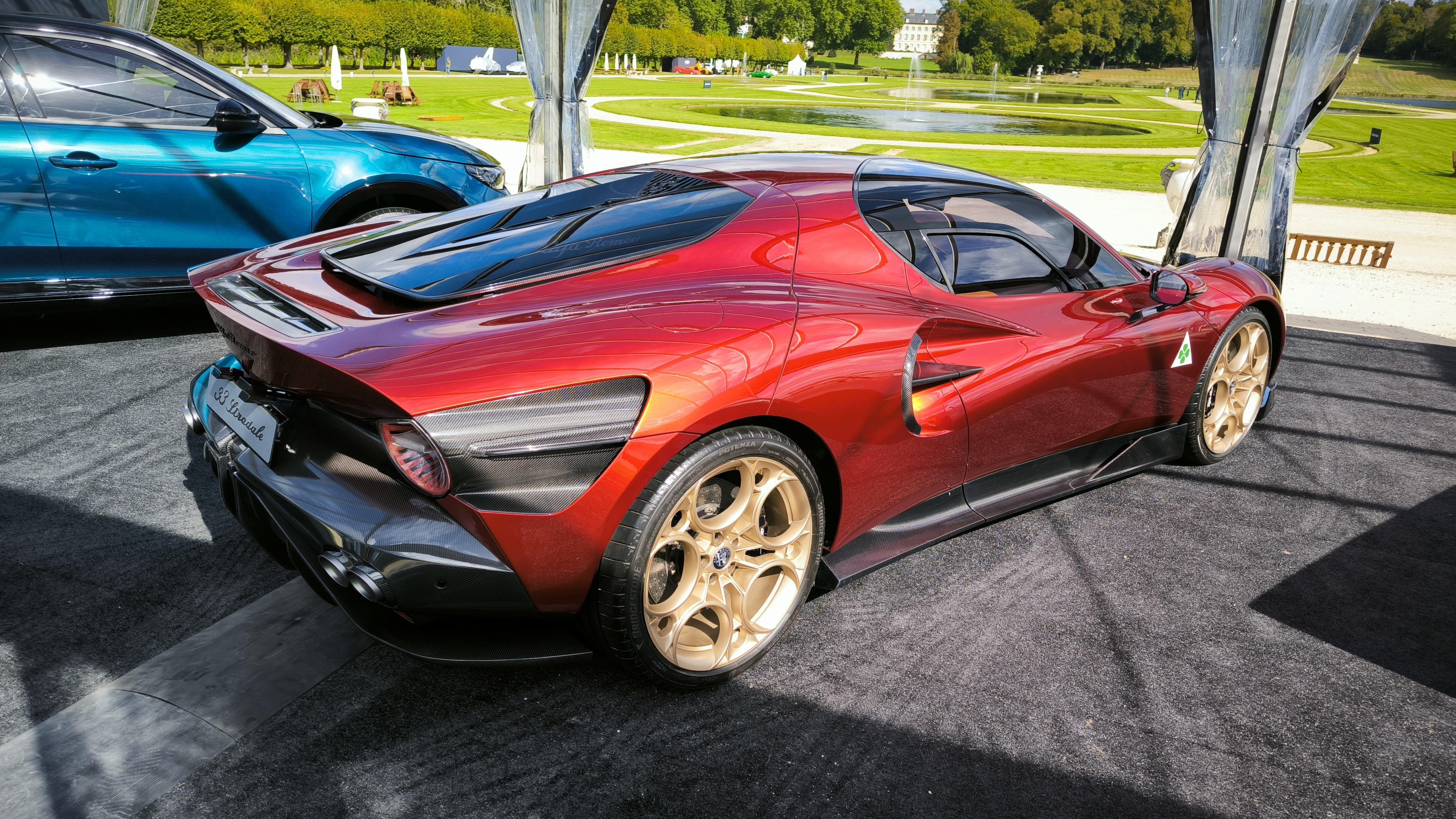

Розробка проєкту розпочалася в червні 2022 року за ініціативою Жана-Філіпа Імпарато, керівника Alfa Romeo, взявши частину своєї розробки з покинутого проєкту Alfa Romeo, який використовувався для розробки Maserati MC20. Автомобіль задуманий як данина поваги оригінальній моделі 1967 року, і обмежене виробництво всього 33 одиниць здійснилось червні 2024 року. Автомобілі виробилися італійською кузовною компанією Touring Superleggera.